# Pandemia de COVID-19 en Delaware
El primer caso de la pandemia de enfermedad por coronavirus en Delaware, estado de los Estados Unidos, inició el 11 de marzo de 2020. Hay 9.313 casos confirmados, 6.172 recuperados y 422 fallecidos.

## Cronología

### Marzo
El 11 de marzo, la División de Salud Pública de Delaware anunció su primer caso presuntamente positivo de COVID-19 en Delaware. El caso positivo involucró a un hombre mayor de 50 años en el condado de New Castle que estaba asociado con la Universidad de Delaware.
El 12 de marzo, el gobernador de Delaware, John C. Carney, declaró el estado de emergencia. Esto permitió que la Guardia Nacional de los Estados Unidos de Delaware tomara medidas de precaución y se preparara para una mayor respuesta a la enfermedad, para que el estado llevara a cabo reuniones públicas por vía electrónica y evite el aumento de precios de los productos. El gobernador Carney también recomendó cancelar todas las reuniones públicas no esenciales de más de 100 personas, siguiendo las pautas de los CDC. El 12 de marzo se confirmaron otros tres casos positivos de coronavirus. Los pacientes eran dos estudiantes graduados y un investigador postdoctoral en la Universidad de Delaware. El presidente de la Universidad Estatal de Delaware, Dr. Tony Allen, aconsejó a todos los estudiantes que no regresen al campus hasta al menos el 5 de abril. También anunció que todas las clases del 18 de marzo al 5 de abril se realizarán en línea.
El 13 de marzo, la Asociación Downtown Dover anunció la cancelación del desfile del Día de San Patricio debido a preocupaciones de coronavirus. A finales del 13 de marzo, el gobernador Carney cerró todas las escuelas públicas de Delaware del 16 al 27 de marzo. Además, la Universidad de Delaware anunció que todas las clases después de las vacaciones de primavera se trasladarían a un formato totalmente en línea durante el resto del semestre. Todas las viviendas en el campus de la Universidad de Delaware cerrarían para los estudiantes que permanecieron en el campus durante las vacaciones de primavera el 17 de marzo a las 10:00 p. m. y para todos los estudiantes que regresaron al campus el 22 de marzo a las 10:00 p. m.
El 14 de marzo, la División de Salud Pública de Delaware anunció dos casos más positivos de coronavirus en el estado. Los dos nuevos pacientes estaban en cuarentena en el condado de New Castle: una mujer mayor de 50 años y un hombre mayor de 60 años. Esto aumentó el número de casos positivos totales en Delaware a 6.
Delaware anunció su séptimo caso en el estado el 15 de marzo; el caso está asociado con la Universidad de Delaware.
La División de Salud Pública de Delaware anunció el 16 de marzo que se confirmó que una mujer de más de 50 años en el condado de New Castle tenía coronavirus. El número total de casos positivos aumentó a 8 en Delaware con la adición de este caso.
Se anunció el 17 de marzo que se confirmaron ocho casos positivos adicionales de coronavirus en el estado, incluido el primero en el condado de Sussex. De los pacientes, cuatro eran hombres y cuatro mujeres, aunque no se revelaron sus edades. Esto aumentó el número total de casos positivos a 16 en Delaware.
El 17 de marzo, la División de Bibliotecas de Delaware anunció que todas las Bibliotecas Públicas de Delaware debían cerrarse temporalmente hasta nuevo aviso, y evaluar antes de reabrir las bibliotecas y seguir las pautas proporcionadas por los funcionarios de salud pública.
El 18 de marzo, el sistema de salud del estado anunció la adición de 10 casos más positivos en el estado de Delaware, incluidos los primeros tres en el condado de Kent. Los tres condados de Delaware tenían al menos un caso de coronavirus antes del 18 de marzo. La adición de estos casos aumentó el número acumulado de casos positivos a 26 para el estado.
La Base de la Fuerza Aérea Dover declaró una emergencia de salud pública el 18 de marzo, permitiendo restricciones más estrictas para el movimiento de personas en la base, incluidas restricciones de personal y restricciones de acceso a la instalación de la base. Además, la emergencia permitió que los procedimientos de aislamiento y cuarentena para la base entraran en vigor.
El 19 de marzo, se confirmó que el número de casos aumentó a 30 en los siguientes condados: 23 en New Castle, tres en Sussex y cuatro en Kent.
La División de Salud Pública de Delaware (DPH, por sus siglas en inglés) había reportado 30 casos de COVID-19 en el estado el día anterior. DPH dijo que las pruebas se recomiendan para personas con fiebre y tos o falta de aire.
El 26 de marzo las autoridades comunicaron de la primera muerte por COVID-19 en Delaware, el occiso era un hombre de 66 años que residía en el condado de Sussex que fue asistido a un centro médico local en donde falleció.

### Abril
El 24 de abril, el gobernador John C. Carney tomó la decisión de cerrar todas las escuelas de Delaware por el resto del año escolar académico 2019-20. "Nada reemplaza la instrucción en persona y los servicios que se brindan en nuestras escuelas todos los días, pero la salud y la seguridad de los habitantes de Delaware es nuestra primera prioridad", dijo.

### Respuesta gubernamental
El 23 de marzo, el gobernador Carney emitió la orden de quedarse en casa para detener la propagación de COVID-19. Todos los negocios no esenciales han recibido la orden de cerrar. El gobernador Carney emitió la orden el domingo por la noche, que entrará en vigencia el martes por la mañana a las 8 a. m., indicando que "Todos los negocios no esenciales están cerrados. Todos los habitantes de Delaware tienen instrucciones de permanecer en sus hogares, excepto cuando van y vienen de su lugar de residencia. negocio si se le permite permanecer abierto". Esta orden de refugio en el lugar permanecerá vigente hasta el 15 de mayo. Además, las escuelas de Delaware permanecerán cerradas hasta el 15 de mayo para combatir la propagación de COVID-19.
El 29 de marzo, el gobernador Carney ordenó a todos los viajeros de fuera del estado que se sometieran a cuarentena durante 14 días al llegar a Delaware. Las exenciones del requisito de auto-cuarentena incluían personas que solo viajaban por Delaware, personas que viajaban a un trabajo esencial y personas que viajaban para cuidar a sus familiares.
El 17 de abril, el gobernador Carney anunció que las escuelas en el estado permanecerán cerradas hasta el 18 de mayo, con actualizaciones si es necesario. También mencionó que aún no hay suficiente información para tomar una decisión con respecto al resto del año.
El 24 de abril, el gobernador Carney anunció que las escuelas en el estado permanecerán cerradas por el resto del año escolar. Las escuelas continuarán utilizando el aprendizaje remoto.
El 25 de abril, el gobernador Carney anunció que los residentes de Delaware deben usar cubiertas para la cara cuando estén en público, incluso cuando vayan de compras, visiten un consultorio médico o utilicen el transporte público.

### En el deporte
En los deportes universitarios, la National Collegiate Athletic Association canceló todos los torneos de invierno y primavera, especialmente los torneos de baloncesto de hombres y mujeres de la División I, afectando a colegios y universidades de todo el estado. El 16 de marzo, la National Junior College Athletic Association también canceló el resto de las temporadas de invierno, así como las temporadas de primavera.